# Régression fallacieuse
Pour les articles homonymes, voir Régression.
 (janvier 2020).
Si vous disposez d'ouvrages ou d'articles de référence ou si vous connaissez des sites web de qualité traitant du thème abordé ici, merci de compléter l'article en donnant les références utiles à sa vérifiabilité et en les liant à la section « Notes et références ».
La régression fallacieuse désigne une situation dans laquelle l'utilisation de séries temporelles non stationnaires dans une régression linéaire fait apparaître des résultats erronés, trop optimistes, qui font croire à une relation entre les variables alors que ce n'est pas le cas.

## Historique
Granger et Newbold ont montré en 1974 que de nombreuses études statistiques de séries temporelles donnaient de faux résultats, parce qu'elles ne prenaient pas en compte le problème de l'auto-corrélation des données. En effet, avec une forte auto-corrélation, l'indice {\displaystyle R^{2}}, ainsi que les tests sur les coefficients, ont tendance à être trop optimistes et à faire croire à une relation entre les variables qui n'est en fait que fallacieuse.

## Explication
On souhaite faire une régression linéaire entre deux séries temporelles:
{\displaystyle Y_{t}=aX_{t}+\epsilon _{t}\qquad } avec {\displaystyle \epsilon _{t}} un bruit blanc.
Si {\displaystyle Y_{t}}et {\displaystyle X_{t}} sont deux variables intégrées d'ordre 1, la distribution classique de l'estimateur des coefficients n'est plus selon une loi de Student, mais selon un mouvement brownien. Utiliser cependant la distribution de Student amène justement à ces résultats trop bons.
En effet, dans le cas classique, la convergence de l'estimateur des moindres carrés est montrée à partir du fait que la matrice de variance-covariance de l'échantillon tend vers la matrice de variance-covariance de la population, d'où l'on tire que Ωâ = σε²·(X 'X)−1. Cependant, la variance d'une variable non-stationnaire intégrée d'ordre 1 n'est pas fixe, et donc l'estimateur n'est pas convergent en probabilité, dû au fait que les résidus sont eux-mêmes intégrés d'ordre 1, comme Philips (1986) l'a montré. En conséquence, les tests de Student et de Fisher sont inadéquats également.

## Solution
Il existe plusieurs manières de contourner le problème. Si les variables sont intégrées d'ordre 1, la série de leurs différences sera stationnaire (par définition de l'ordre d'intégration). Il suffit alors de faire la régression sur les variables en différences pour que celle-ci devienne valide.
Il est sinon possible d'utiliser un modèle à retards distribués, soit un modèle qui intègre également les retards de la variable expliquée et de la variable explicative. (Hamilton, 1994, p 562)

## Exemple
Une simulation avec le logiciel libre de statistiques R permet d'illustrer le phénomène :
Dans cet exemple où l'on régresse deux bruits blancs, la relation est rejetée : R2 = 0,002 7, et la probabilité que y = 0 est 24 %.
On remarque ici par contre que la régression de marches aléatoires, qui sont des processus intégrés d'ordre 1, laisse penser à une relation significative : le coefficient R2 = 0,304, et la probabilité que y vaille zéro est inférieure à 0,000 000 1 %, ce qui laisserait croire qu'il y a une relation entre les variables. La statistique de Fisher, qui teste si en soi la régression a un sens, est également très fortement rejetée.
Lorsque l'on régresse les différences des marches aléatoires, on n'a plus le problème d'une relation apparente : les statistiques de Fisher et de Student sont moins fortement rejetées, et surtout le coefficient R2 vaut 0,007 17, ce qui conduit à la conclusion qu'il n'y a pas de relation entre ces variables.